# Резус макаки
Резус макаки (Macaca mulatta) је врста примата из породице мајмуна Старог света (Cercopithecidae).

## Распрострањење
Врста је присутна у Авганистану, Бангладешу, Бутану, Вијетнаму, Кини, Лаосу, Мјанмару, Непалу, Пакистану, Индији и Тајланду.

## Станиште
Резус макаки има станиште на копну.

## Угроженост
Ова врста није угрожена, и наведена је као последња брига јер има широко распрострањење.

### Популациони тренд
Популациони тренд је за ову врсту непознат.